# Lai (achternaam)
Lai (spreek uit als [Laai]) is een Chinese achternaam die zijn oorsprong vindt in de oud-Chinese staat Lai. Deze achternaam staat op de 72e plaats van de Baijiaxing. In 2006 stond Lai op de negentigste plaats van meest voorkomende achternamen in Volksrepubliek China. In 1990 op de zesentachtigste plaats.
De achternaam Lai 黎 komt ook voor, deze is de Standaardkantonese HK-romanisatie van de Chinese achternaam Li 黎
- Vietnamees: Lại
- Japans: Rai

In Taiwan, de Filipijnen, Xingning, Meishen, Melbourne en Dapengcheng wonen veel mensen met deze achternaam. In Dapengcheng is de familie Lai vooral beroemd om zijn vele generaals die ze hebben voortgebracht tijdens de Qing-dynastie. Veel Lai's uit Dapengcheng wonen nu in Hongkong en Nederland. Hun vooroudertempel staat in Laifu, dat nu het bezit is van de overheid.

## Oorsprong
De voorouders van de Lai's kwamen uit de oud-Chinese staat Lai. Lai bestond tijdens de Periode van Lente en Herfst. De bewoners van deze oude staat hadden hun achternaam in Lai veranderd, nadat de oud-Chinese staat Chu hun land had verslagen in een oorlog.

## Nederland
De Nederlandse Familienamenbank geeft de volgende statistieken weer:
| familienaam | aantal in 1947 | aantal in 2007 |
| ----------- | -------------- | -------------- |
| Lai         | 1              | 428            |

Deze statistieken kunnen fouten bevatten, omdat er bij de telling niet rekening is gehouden met de Chinese schrijfwijze, waardoor het mogelijk is een andere familienaam dan 赖 te betreffen.

## Bekende personen met de naam Lai
- Lai Yingyang 赖英扬
- Lai Yinjue 赖恩爵
- Lai Zhongyuan 赖仲元
- Lai Mingtang 赖名汤